# Hor-ka-pet
Hor-ka-pet ist ein weiterer altägyptischer Name der Gottheit Horus. In der altägyptischen Mythologie und altägyptischen Astronomie bezeichnete Hor-ka-pet als Himmelsstier den Planeten Saturn.

## Hintergrund
Im Planetenkapitel des Nutbuches wird in den Zeilen 153 bis 159 über einen kosmischen Streit zwischen Horus und Seth bei Sonnenuntergang berichtet, der schließlich durch die Vermittlung von Thot beigelegt werden kann.
Die weiteren himmlischen „Gefolgsleute des Seth“ sind wie auch Seth im westlichen Himmel verortet. Da sich Horus gleichfalls im Westen befindet und der Planet Saturn auch Stern des Westens genannt wurde, konnte er der Gottheit Horus zugeordnet werden.